# کیرون فارل
کیرون فارل (انگلیسی: Kyron Farrell؛ زادهٔ ۱۰ مهٔ ۱۹۹۶) بازیکن فوتبال است.
از باشگاه‌هایی که در آن بازی کرده‌است می‌توان به باشگاه فوتبال میلوال اشاره کرد.
وی همچنین در تیم ملی فوتبال Republic of Ireland U19 بازی کرده‌است.